# Liberté chérie (loge maçonnique)
Pour les articles homonymes, voir Liberté chérie.
Liberté chérie est une loge maçonnique connue pour avoir fonctionné à l'intérieur du camp de concentration nazi d'Esterwegen pendant la Seconde Guerre mondiale.

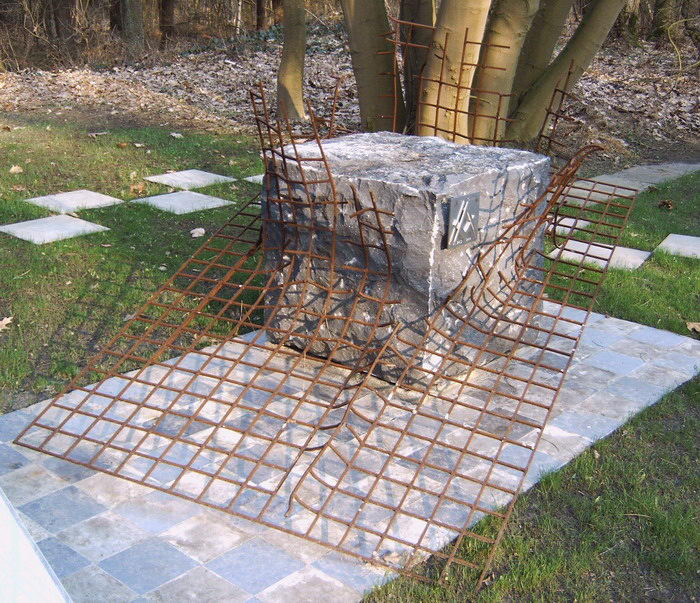
Monument dans le camp de concentration d'Esterwegen

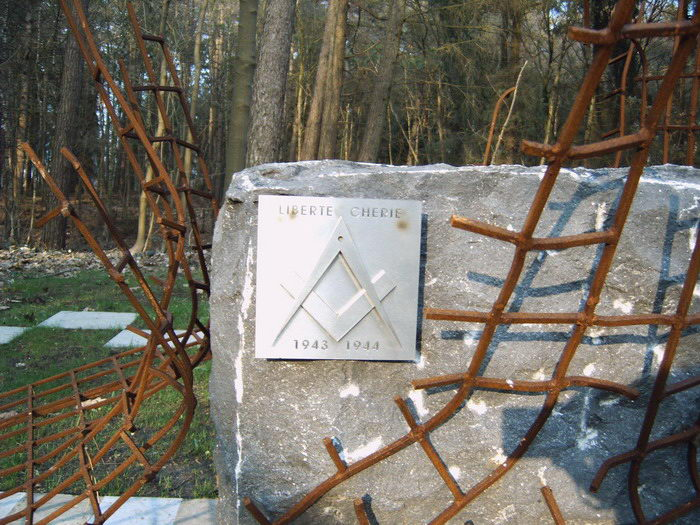
Détail du monument

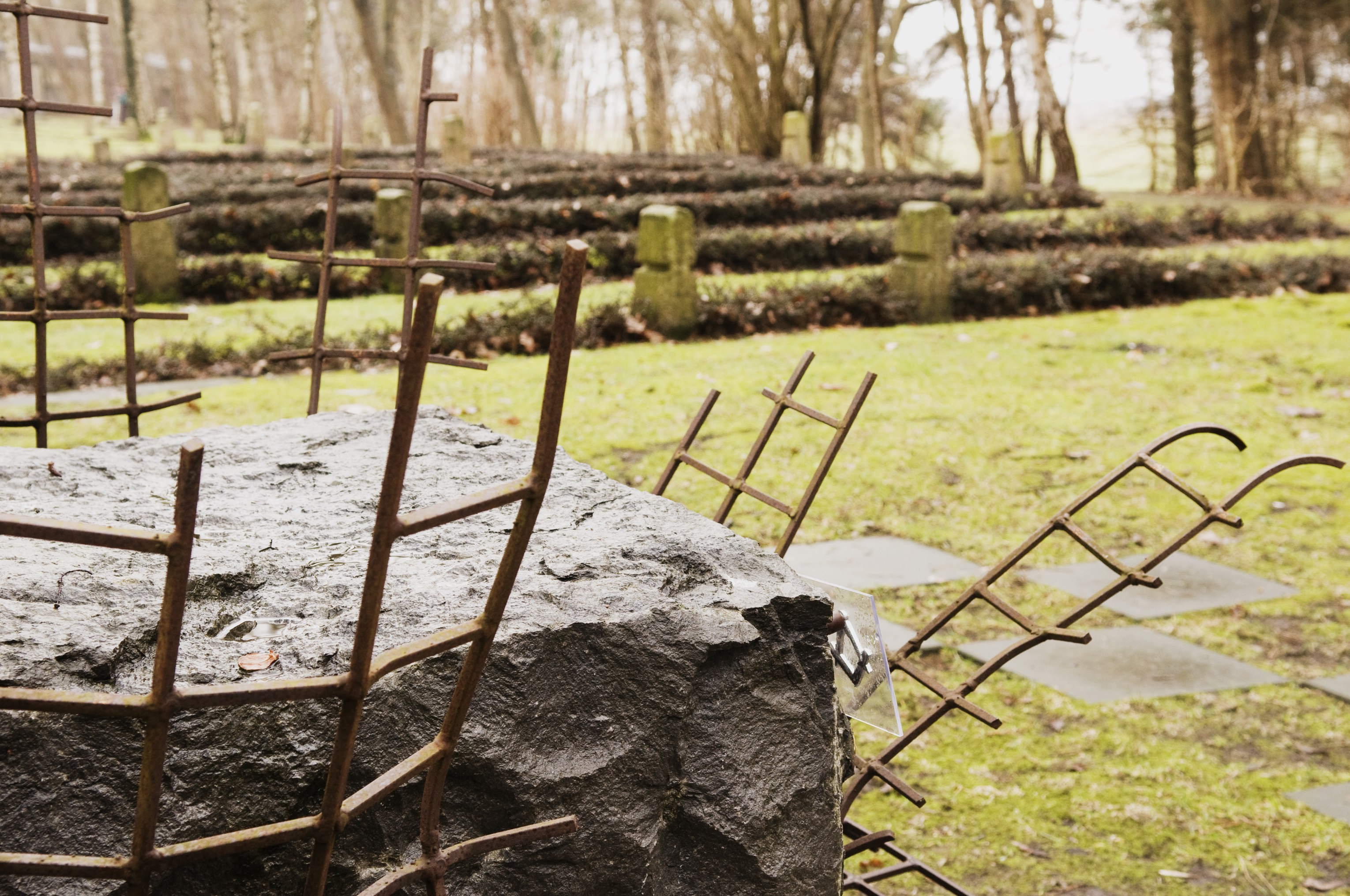
Vue sur le cimetière

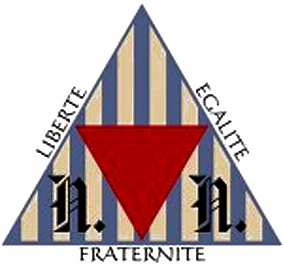
La loge.

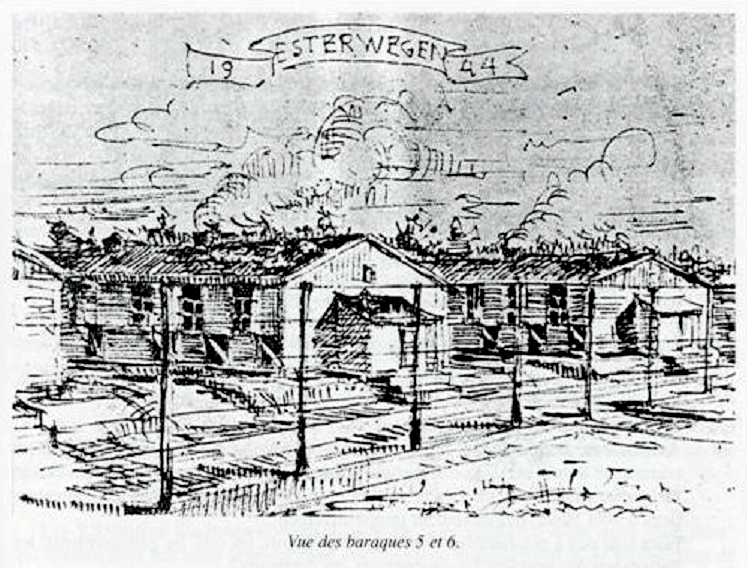
Dessin des baraquements 5 et 6 du camp d'Esterwegen.

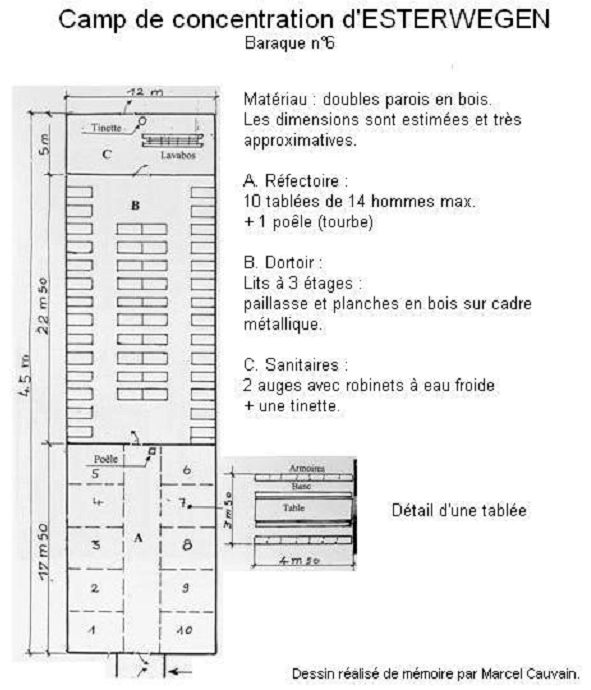
Plan du baraquement numéro 6 du camp d'Esterwegen

## Fondation
La loge est créée dans la seconde quinzaine de novembre 1943, après l'arrivée du maître maçon Amédée Miclotte à la « baraque 6 » du camp de concentration Emslandlager VII d'Esterwegen, le 22 novembre 1943, par sept francs-maçons belges déportés pour faits de résistance. Le nom de la loge fut choisi d'après les paroles du Chant des marais (traduction du Borgermolied) créé en 1933 à Börgermore et Esterwegen, diffusé ensuite par les prisonniers politiques allemands et retransmis à l'étranger où il a été traduit et chanté dans les organisations de jeunesse scouts et autres ainsi que par les membres des brigades internationales.
Les sept fondateurs étaient :
- Paul Hanson (« Hiram », orient de Liège) ; 1889 - décédé à Essen le 26 mars 1944
- Luc Somerhausen (« Action et Solidarité no 3 », orient de Bruxelles) ; 1903 - décédé à Bruxelles le 5 avril 1982
- Guy Hannecart (« Les Amis philanthropes no 3 », orient de Bruxelles) ; 1903 - décédé à Bergen-Belsen le 25 avril 1945
- Jean Sugg (« Les Amis philanthropes », orient de Bruxelles) ; 1897 - décédé à Buchenwald le 6 mai 1945
- Joseph Degueldre (« Le Travail », à Verviers) ; décédé à Pepinster le 19 avril 1981
- Amédée Miclotte (« Les Vrais Amis de l'union et du progrès réunis », orient de Bruxelles) ; décédé à Gross-Rosen le 8 février 1945
- Franz Rochat (« Les Amis philanthropes », orient de Bruxelles) ; 1908 - décédé à Untermansfeld le 6 janvier 1945

Il y eut aussi deux « affiliés » arrivés à Esterwegen en février et mars 1944 :
- Jean-Baptiste de Schrijver (« La Liberté », orient de Gand) ; décédé à Gross-Rosen le 9 février 1945
- Henri Story (« Le Septentrion », orient de Gand) ; décédé à Gross-Rosen le 5 décembre 1944

Par la suite, peu avant le départ de Luc Somerhausen le 22 février 1944, ils initièrent, puis élevèrent jusqu'au troisième degré le frère Fernand Erauw ; décédé à Ottenbourg le 8 avril 1997. Le frère Franz Bridoux, initié après-guerre, était lui aussi prisonnier dans le même baraquement du 16 novembre 1943 au 15 avril 1944. Paul Hanson fut élu vénérable.

## Fonctionnement
Le dimanche matin, tandis que les catholiques se réunissaient au fond du dortoir pour la messe avec les deux prêtres déportés, les frères réunissaient la loge dans l'autre pièce du baraquement « numéro 6 », autour d'une table qui était habituellement utilisée pour le tri des cartouches. Les déportés non catholiques et non maçons assuraient le guet à l'entrée de la baraque.
Le baraquement « numéro 6 » était occupé par des prisonniers « nuit et brouillard » (Nacht und Nebel) étrangers (environ 85 % de Belges, 10 % de Français du Nord-Pas-de-Calais, etc). Les camps d'Emslandlager étaient un ensemble de camps dont l'histoire est présentée dans l'exposition permanente du centre de documentation et d'information de Papenburg. Cet ensemble de quinze camps était établi près de la frontière avec les Pays-Bas et était administré depuis Papenburg.
Luc Somerhausen décrivit l'initiation d'Erauw et les autres cérémonies comme étant des plus simples. Ces cérémonies eurent lieu à l'une des tables au moyen d'un rituel extrêmement simplifié dont toutes les composantes furent expliquées au candidat afin que, par la suite, il puisse participer aux travaux de la loge. Elles furent protégées des regards des autres prisonniers et des surveillants par les quelques non-catholiques et non maçons qui étaient déportés dans le même baraquement.
Il y avait plus d'une centaine de prisonniers dans le baraquement « numéro 6 », où ils étaient enfermés pratiquement 24 heures sur 24, n'ayant le droit de sortir qu'une demi-heure par jour, sous surveillance. Pendant toute la journée les prisonniers triaient des cartouches et des pièces de radio. Les prisonniers politiques ou de droit commun allemands de l'autre moitié du camp étaient contraints de travailler dans des conditions effroyables dans les carrières de tourbe des environs. L'alimentation était si pauvre que les prisonniers perdaient en moyenne 4 kg chaque mois.
Après la première tenue d'installation de la loge, d'autres réunions thématiques furent organisées. L'une d'entre elles fut dédiée au symbole du Grand Architecte de l'Univers, une autre à l'avenir de la Belgique et une autre à la place des femmes dans la franc-maçonnerie. Somerhausen et Erauw et le docteur Degueldre survécurent à la détention et la loge cessa ses travaux au printemps 1944 au moment du transfert de tous les prisonniers Nacht und Nebel vers d'autres camps plus au centre de l'Allemagne.
La respectable loge « Liberté chérie » est immatriculée sous le numéro 29bis au Grand Orient de Belgique.

## Membres de la loge
Le vénérable maître de la loge, le juge Paul Hanson, né à Liège le 25 juillet 1889, était membre de la loge « Hiram » à Liège. Participant à un service de renseignements et d'action, il est arrêté le 23 avril 1942. Il est plus tard transféré à Essen et meurt dans les ruines de sa prison, détruite par un raid allié le 26 mars 1944
Le docteur Franz Rochat, professeur d'université, pharmacien et directeur d'un important laboratoire pharmaceutique, est né le 10 mars 1908 à Saint-Gilles. Il travaille clandestinement pour le journal de la résistance La Voix des Belges, avant son arrestation le 28 février 1942. Transféré à Untermansfeld en avril 1944, il y meurt le 6 janvier 1945.
Jean Sugg est né le 8 septembre 1897 à Gand. D'origine suisse-allemande, il travaille avec Franz Rochat dans la presse de la résistance, traduisant des textes allemands et suisses, et participe à différents journaux clandestins, dont La Libre Belgique, La Légion noire, Le Petit Belge et L'Anti Boche. Il meurt à Buchenwald le 6 mai 1945. 
Jean Sugg et Franz Rochat appartenaient à la loge des Amis philanthropes à Bruxelles.
Guy Hannecart, avocat, poète, romancier et dramaturge, né à Bruxelles le 20 novembre 1903, appartenait à la loge Les Amis philanthropes no 3, à Bruxelles. Membre du Directoire national du Mouvement national belge, il est arrêté le 27 avril 1942. Il meurt à Bergen-Belsen le 25 février 1945.
Joseph Degueldre, docteur en médecine, né à Grand-Rechain le 16 octobre 1904, était membre de la loge « Le Travail » à Verviers. Membre de l'Armée secrète, chef de section de S.A.R., il est arrêté le 29 mai 1943. Transféré à la prison d'Ichtershausen en avril 1945, il participe à une « marche de la mort », s'en évada et fut ensuite rapatrié par l'aviation américaine le 7 mai 1945. Il meurt le 19 avril 1981 à l'âge de 78 ans.
Amédée Miclotte, professeur, est né le 20 décembre 1902 à La Hamaide et appartenait à la loge « Les Vrais Amis de l'union et du progrès réunis ». Chef de section aux Services de renseignements et d'actions, il est arrêté le 29 décembre 1942. Il est aperçu pour la dernière fois en détention, le 8 février 1945 à Gross-Rosen.
Jean De Schrijver, colonel de l'armée belge, est né le 23 août 1893 à Alost. Il était membre de la loge « La Liberté » de Gand. Le 2 septembre 1943, il est arrêté pour espionnage et possession d'armes. Il meurt à Gross-Rosen le 9 février 1945.
Henry Story était né le 27 novembre 1897 à Gand. Il était membre de la loge « Le Septentrion » à Gand. Capitaine aux Services de renseignements et d'action, arrêté le 20 octobre 1943, il meurt le 5 décembre 1944 à Gross-Rosen.
Luc Somerhausen, journaliste, est né le 26 août 1903, à Hoeilaart. Il appartenait à la loge « Action et Solidarité no 3 » et fut grand secrétaire-adjoint du Grand Orient de Belgique. Adjudant aux Services de renseignements et d'actions, il est arrêté le 28 mai 1943 à Bruxelles. Rapatrié le 21 mai 1945, il envoie en août de la même année un rapport détaillé au grand maître du Grand Orient de Belgique dans lequel il relate l'histoire de la loge « Liberté chérie ». Il meurt le 5 avril 1982 à l'âge de 79 ans.
Fernand Erauw, greffier à la Cour des comptes de Belgique et officier de réserve dans l'infanterie, est né le 29 janvier 1914 à Wemmel. Il est arrêté le 4 août 1942 pour appartenance à l'Armée secrète, où il avait le grade de lieutenant. Il s'évada et fut repris en 1943.[réf. nécessaire] Erauw et Somerhausen se retrouvent en 1944 dans le camp de concentration d'Oranienburg-Sachsenhausen et restent inséparables par la suite. Au printemps 1945, ils participent à une « marche de la mort ». Rapatrié le 21 mai 1945 et hospitalisé à l'hôpital Saint-Pierre de Bruxelles, Erauw ne pesait alors plus que 32 kg pour 1,84 m. Dernier survivant de "Liberté chérie", il meurt à l'âge de 83 ans, en 1997.

## Monument
Un monument, créé par l'architecte Jean De Salle, fut élevé par les francs-maçons belges et allemands le 13 novembre 2004. Il fait désormais partie de l'ensemble du mémorial d'Esterwegen. Wim Rütten, grand maître de la Fédération belge du Droit humain, déclara dans son discours :

« Nous sommes assemblés ici aujourd'hui, dans ce cimetière d'Esterwegen, non pas pour prendre le deuil, mais pour exprimer publiquement une pensée libre : « À la mémoire de nos frères, les droits de l'homme ne seront jamais oubliés. »! »